# (3448) Narbut
(3448) Narbut est un astéroïde de la ceinture principale.

## Description
(3448) Narbut est un astéroïde de la ceinture principale. Il fut découvert le 22 août 1977 à Naoutchnyï par Nikolaï Tchernykh. Il présente une orbite caractérisée par un demi-grand axe de 2,19 UA, une excentricité de 0,12 et une inclinaison de 3,4° par rapport à l'écliptique.
Il tire son nom de l'artiste graphiste ukrainien Gueorgui Narbout.

## Compléments